# Samuel Hall
Samuel Hall (conocido como Sam Hall; 10 de marzo de 1937-11 de agosto de 2014) fue un deportista estadounidense que compitió en saltos de trampolín.
Participó en los Juegos Olímpicos de Roma 1960, obteniendo una medalla de plata en la prueba individual. Ganó una medalla de plata en los Juegos Panamericanos de 1959.

## Palmarés internacional
| Juegos Olímpicos     | Juegos Olímpicos         | Juegos Olímpicos | Juegos Olímpicos |
| Año                  | Lugar                    | Medalla          | Prueba           |
| -------------------- | ------------------------ | ---------------- | ---------------- |
| 1960                 | Roma (Italia)            | Medalla de plata | Trampolín 3 m    |
| Juegos Panamericanos |                          |                  |                  |
| Año                  | Lugar                    | Medalla          | Prueba           |
| 1959                 | Chicago (Estados Unidos) | Medalla de plata | Trampolín 3 m    |